# Шатне (Приморски Шарант)
Шатне (фр. Chatenet) насеље је и општина у западној Француској у региону Поату-Шарант, у департману Приморски Шарант која припада префектури Жонзак.
По подацима из 2011. године у општини је живело 234 становника, а густина насељености је износила 24,27 становника/km². Општина се простире на површини од 9,64 km². Налази се на средњој надморској висини од 85 метара (максималној 123 m, а минималној 61 m).

## Демографија
| 1962. | 1968. | 1975. | 1982. | 1990. | 1999. | 2011. |
| ----- | ----- | ----- | ----- | ----- | ----- | ----- |
| 268   | 275   | 215   | 210   | 195   | 188   | 234   |

График промене броја становника у току последњих година